# 刘鲕
刘鲕（?—?），字长鱼，东晋高密郡（治今山东省高密县西）人。
刘鲕幼不慕俗，长而希古，以笃学励行著称，有高名。晋成帝咸康年间，朝廷博求异行之士，被公卿荐举，于是按照韩绩及翟汤等例，以博士征召。刘鲕随使者至京师，自己表示已经年老，拒不就任。以寿终老于家。